# Đảng Tự do Canada
Đảng Tự do Canada (tiếng Pháp: Parti libéral du Canada), thông tục gọi là Grits, là chính đảng liên bang lâu đời nhất ở Canada, chính thức thành lập từ ngày 1 tháng 7 năm 1867 trong quá trình Liên bang hóa Canada. Đảng này ủng hộ các nguyên tắc của chủ nghĩa tự do, và thường là ở vị trí giữa (trung dung) trong chính trường Canada, đường lối chính trị được xem là trung (cánh giữa) đến trung-tả. Trong lịch sử, khuynh hướng chính trị của Đảng Tự do được xếp vào cánh tả của Đảng Bảo thủ của Canada và cánh hữu của Đảng Tân Dân chủ (NDP).
Đảng này đã thống trị chính trị liên bang Canada trong phần lớn lịch sử của Canada, nắm giữ quyền lực trong gần 69 năm trong thế kỷ 20, lâu hơn so với bất kỳ đảng khác ở một nước phát triển và kết quả là, đảng này đôi khi được gọi là "đảng cầm quyền tự nhiên" của Canada. Trong số các chính sách mang dấu ấn của đảng và thành tựu lập pháp bao gồm chương trình chăm sóc sức khỏe phổ quát, Chương trình bảo hiểm hưu trí Canada, cho sinh viên vay tiền đi học, gìn giữ hòa bình, tham gia cộng đồng quốc tế, công nhận song ngữ Anh và Pháp là ngôn ngữ chính thức, công nhận đa văn hóa, tạo tính độc lập và chủ quyền cho hiến pháp Canada  và ràng buộc với Hiến chương về các quyền và tự do của Canada (Charter of Rights and Freedoms), Đạo luật Clarity (tạo điều kiện cho chính phủ trung ương có thể can thiệp vào quá trình ly khai của các tỉnh), cân bằng ngân sách trong năm 1990, và hợp pháp hóa hôn nhân đồng tính trên toàn quốc.
Trong thời gian đầu của thế kỷ 21, Đảng bị mất một số lượng ủng hộ đáng kể, vì sự tăng trưởng của cả hai đảng Bảo thủ và Tân Dân chủ. Trong cuộc bầu cử liên bang năm 2011, đảng Tự do đã có kết quả tồi tệ nhất trong lịch sử của họ, chỉ đạt 19% số phiếu bầu phổ thông và 34 ghế, và lần đầu tiên trở thành đảng thứ ba (Third party) trong Hạ nghị viện của Quốc hội Canada. Trong cuộc bầu cử liên bang năm 2015, Đảng Tự do dưới quyền lãnh đạo của Justin Trudeau trở nên nổi bật với kết quả tốt nhất của mình kể từ cuộc bầu cử liên bang Canada năm 2000, giành 39,5% số phiếu phổ thông và 184 ghế dân biểu, do đó giành lại đa số ghế trong Hạ nghị viện. Tại Thượng nghị viện Canada, hiện nay Đảng nắm giữ 29 trong tổng số 105 ghế. Từ ngày 4 tháng 11 năm 2015, Đảng Tự do trở lại nắm quyền sau 9 năm đối lập (thất bại từ năm 2006) với Thủ tướng Justin Trudeau.

## Kết quả của những kỳ tổng tuyển cử đã qua
| Năm bầu cử | Lãnh tụ                     | Số phiếu  | %    | Số dân biểu (/trong tổng số) | +/– | Vị trí | Chính quyền          |
| ---------- | --------------------------- | --------- | ---- | ---------------------------- | --- | ------ | -------------------- |
| 1867       | George Brown                | 60.818    | 22,6 | 62 / 180                     | 62  | 2nd    | đối lập              |
| 1872       | Edward Blake                | 110.556   | 34,7 | 95 / 200                     | 33  | 2nd    | đối lập              |
| 1874       | Alexander Mackenzie         | 128.455   | 39,4 | 129 / 206                    | 34  | 1st    | đa số                |
| 1878       | Alexander Mackenzie         | 180.074   | 33,0 | 63 / 206                     | 66  | 2nd    | đối lập              |
| 1882       | Edward Blake                | 160.547   | 31,1 | 73 / 211                     | 10  | 2nd    | đối lập              |
| 1887       | Edward Blake                | 312.736   | 43,1 | 80 / 215                     | 7   | 2nd    | đối lập              |
| 1891       | Wilfrid Laurier             | 350.512   | 45,2 | 90 / 215                     | 10  | 2nd    | đối lập              |
| 1896       | Wilfrid Laurier             | 350.512   | 45.2 | 117 / 213                    | 27  | 1st    | đa số                |
| 1900       | Wilfrid Laurier             | 477.758   | 50,2 | 128 / 213                    | 11  | 1st    | đa số                |
| 1904       | Wilfrid Laurier             | 521.041   | 50,8 | 137 / 214                    | 9   | 1st    | đa số                |
| 1908       | Wilfrid Laurier             | 570.311   | 48,8 | 133 / 221                    | 4   | 1st    | đa số                |
| 1911       | Wilfrid Laurier             | 596.871   | 45,8 | 85 / 221                     | 48  | 2nd    | đối lập              |
| 1917       | Wilfrid Laurier             | 729.756   | 38,8 | 82 / 235                     | 3   | 2nd    | đối lập              |
| 1921       | William Lyon Mackenzie King | 1.285.998 | 41,1 | 118 / 235                    | 36  | 1st    | thiểu số             |
| 1925       | William Lyon Mackenzie King | 1.252.684 | 39,7 | 100 / 245                    | 18  | 2nd    | thiểu số             |
| 1926       | William Lyon Mackenzie King | 1.397.031 | 42,9 | 116 / 245                    | 16  | 1st    | thiểu số             |
| 1930       | William Lyon Mackenzie King | 1.716.798 | 44,0 | 89 / 245                     | 27  | 2nd    | đối lập              |
| 1935       | William Lyon Mackenzie King | 1.967.839 | 44,6 | 173 / 245                    | 84  | 1st    | đa số                |
| 1940       | William Lyon Mackenzie King | 2.365.979 | 51,3 | 179 / 245                    | 6   | 1st    | đa số                |
| 1945       | William Lyon Mackenzie King | 2.086.545 | 39,7 | 118 / 245                    | 61  | 1st    | đa số                |
| 1949       | Louis St. Laurent           | 2.874.813 | 49,1 | 191 / 262                    | 73  | 1st    | đa số                |
| 1953       | Louis St. Laurent           | 2.731.633 | 48,4 | 169 / 265                    | 22  | 1st    | đa số                |
| 1957       | Louis St. Laurent           | 2.702.573 | 40,5 | 105 / 265                    | 64  | 2nd    | đối lập              |
| 1958       | Lester Pearson              | 2.432.953 | 33,4 | 48 / 265                     | 67  | 2nd    | đối lập              |
| 1962       | Lester Pearson              | 2.846.589 | 36,9 | 99 / 265                     | 51  | 2nd    | đối lập              |
| 1963       | Lester Pearson              | 3.276.996 | 41,4 | 128 / 265                    | 29  | 1st    | thiểu số             |
| 1965       | Lester Pearson              | 3.099.521 | 40,1 | 131 / 265                    | 3   | 1st    | thiểu số             |
| 1968       | Pierre Trudeau              | 3.686.801 | 45,3 | 154 / 264                    | 23  | 1st    | đa số                |
| 1972       | Pierre Trudeau              | 3.717.804 | 38,4 | 109 / 264                    | 46  | 1st    | thiểu số             |
| 1974       | Pierre Trudeau              | 4.102.853 | 43,1 | 141 / 264                    | 32  | 1st    | đa số                |
| 1979       | Pierre Trudeau              | 4.595.319 | 40,1 | 114 / 282                    | 27  | 2nd    | đối lập              |
| 1980       | Pierre Trudeau              | 4.855.425 | 44,3 | 147 / 282                    | 33  | 1st    | đa số                |
| 1984       | John Turner                 | 3.516.486 | 28,0 | 40 / 282                     | 107 | 2nd    | đối lập              |
| 1988       | John Turner                 | 4.205.072 | 31,9 | 83 / 295                     | 43  | 2nd    | đối lập              |
| 1993       | Jean Chrétien               | 5.647.952 | 41,2 | 177 / 295                    | 94  | 1st    | đa số                |
| 1997       | Jean Chrétien               | 4.994.277 | 38,4 | 155 / 301                    | 22  | 1st    | đa số                |
| 2000       | Jean Chrétien               | 5.252.031 | 40,8 | 172 / 301                    | 17  | 1st    | đa số                |
| 2004       | Paul Martin                 | 4.982.220 | 36,7 | 135 / 308                    | 37  | 1st    | thiểu số             |
| 2006       | Paul Martin                 | 4.479.415 | 30,2 | 103 / 308                    | 32  | 2nd    | đối lập              |
| 2008       | Stéphane Dion               | 3.633.185 | 26,2 | 77 / 308                     | 26  | 2nd    | đối lập              |
| 2011       | Michael Ignatieff           | 2.783.175 | 18,9 | 34 / 308                     | 43  | 3rd    | Third party / Bên lề |
| 2015       | Justin Trudeau              | 6.928.055 | 39,5 | 184 / 338                    | 150 | 1st    | đa số                |
| 2019       | Justin Trudeau              | 6.018.728 | 33,1 | 157 / 338                    | 27  | 1st    | thiểu số             |
| 2021       | Justin Trudeau              | 5.542.360 | 32,6 | 159 / 338                    | 2   | 1st    | thiểu số             |